# Hoover Building
Das Hoover Building (deutsch: Hoover Gebäude) ist ein denkmalgeschütztes Gebäude im Art-Déco-Stil in London, Vereinigtes Königreich, das von Wallis, Gilbert and Partners entworfen wurde und sich in Perivale im Stadtbezirk London Borough of Ealing befindet. Der Standort wurde 1933 als britischer Hauptsitz, Produktionsstätte und Reparaturzentrum des damals US-amerikanischen Haushaltsgeräteherstellers Hoover eröffnet.
Das Gebäude ist inzwischen Eigentum von IDM Properties und wurde in ein Wohngebäude umgenutzt.

## Lage
Das Gebäude ist eine Landmarke zwischen der viel befahrenen Londoner Ausfallstraße Western Avenue und dem Schienenstrang der Central Line der London Underground im Westen, oder: „five miles out of London on the western avenue“ (deutsch: 5 Meilen raus aus London an der West-Avenue – das entspricht 8 Kilometern), wie es in einem Liedtext von Elvis Costello heißt.

## Geschichte
Das Hauptgebäude wurde im Mai 1933 vom britischen Politiker Lord Rochdale als britischer Hauptsitz des damals US-amerikanischen Hausgeräteherstellers Hoover eröffnet. Es wurde von Wallis, Gilbert and Partners entworfen – dem gleichen Architekturbüro, das die Firestone Tire Factory (Reifenfabrik Firestone Tire) im Londoner Stadtteil Brentford und den Busbahnhof Victoria Coach Station in Central London entworfen hat. Thomas Wallis sagte über das Art-déco-Design: „Ein wenig Geld, das für die Einbeziehung irgendeiner Art von Dekoration, insbesondere Farbe, ausgegeben wird, ist keine Geldverschwendung. Es hat eine psychologische Wirkung auf den Arbeitnehmer.“

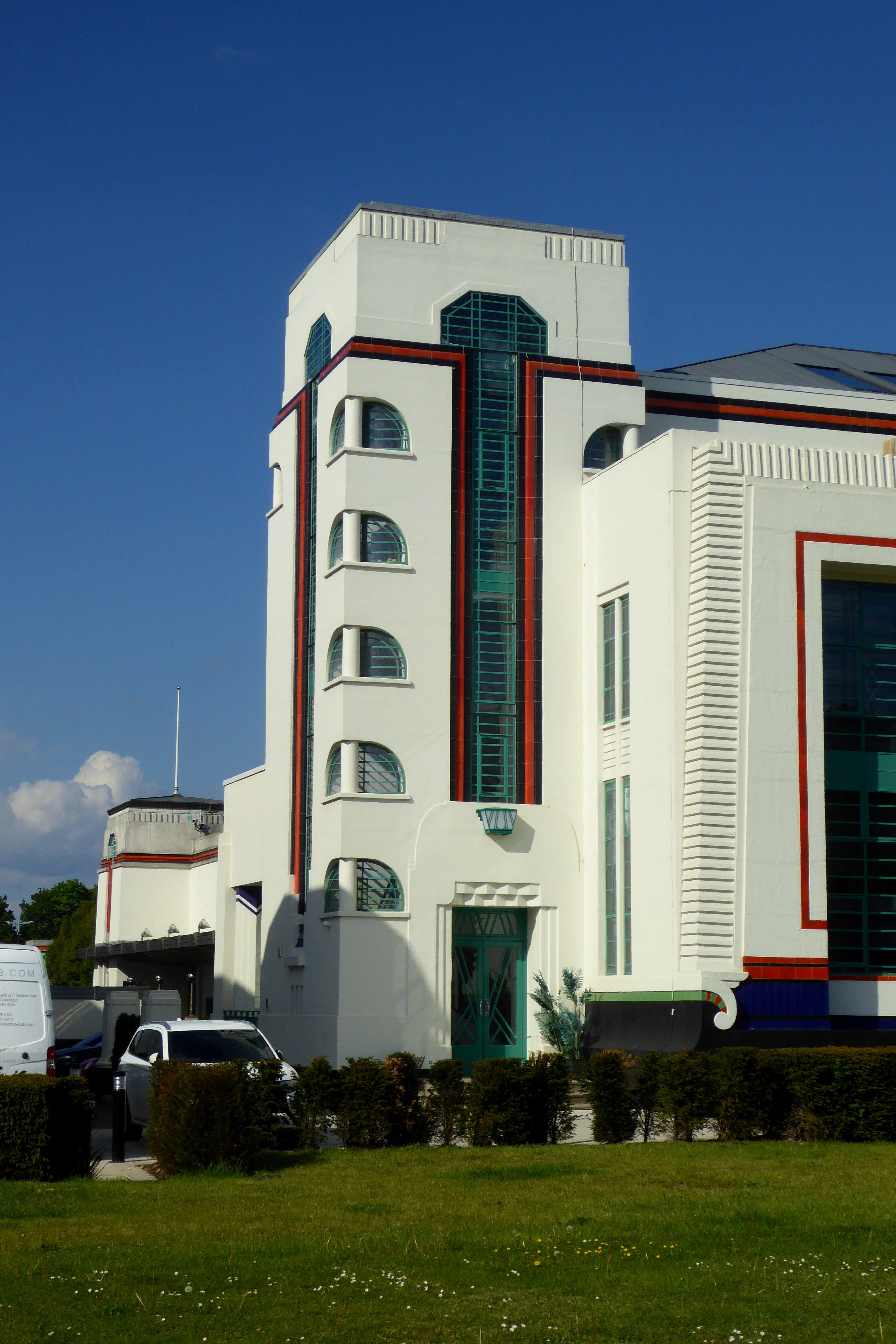
Westturm des Hoover-Gebäudes

Bald nach dem Bau des Hauptgebäudes wurden Pläne für eine Produktionsstätte erstellt. Als die Nachfrage nach Hoover-Staubsaugern zu wachsen begann, wurde die Fabrik Mitte der dreißiger Jahre erweitert und die Fläche auf 23.600 Quadratmeter vergrößert. Die Produktionsstätte wurde um einen zweistöckigen Anbau erweitert und hinter dem ursprünglichen Gebäude eine weitere Fabrik errichtet. 1938 wurden westlich des Geländes eine Kantine und ein Freizeitzentrum fertiggestellt. In der Presse wurde die Produktionsstätte zu dieser Zeit als „moderner Industriepalast“ bezeichnet, im Gegensatz zu den älteren Fabriken im Norden Englands. Das Unternehmen veranstaltete Werksführungen für die Öffentlichkeit.
In der Blütezeit in den 1930er-Jahren waren 1600 Menschen am Standort beschäftigt, der in puncto Arbeitnehmerfreundlichkeit als Musterfabrik galt.
John Betjeman beschrieb das Hoover Building als „ein Wentworth-Woodhouse im Art Deco Stil – mit dynamischen Fensterrundungen, die von Erich Mendelsohns Werk in Deutschland abgeleitet sind, mit Spritzern von Primärfarben als Anleihe aus der Azteken- und Maya-Mode auf der Pariser Ausstellung von 1925.“
Während des Zweiten Weltkriegs wurde die Fabrik zur Herstellung von Flugzeugteilen genutzt. Am Standort wurden weiterhin Staubsauger produziert, allerdings in geringerem Umfang als zuvor. Die Gebäude wurden getarnt, um einer Bombardierung durch deutsche Flugzeuge zu entgehen. Das Personal des Gebäudes richtete eine eigene Heimatschutzeinheit ein. Nach dem Krieg, den das Gebäude überstand, wurde nördlich des Geländes ein weiterer Anbau errichtet – ein fünfgeschossiges Gebäude.
1980 wurden das Hauptgebäude und 1981 das Kantinengebäude unter Denkmalschutz gestellt.

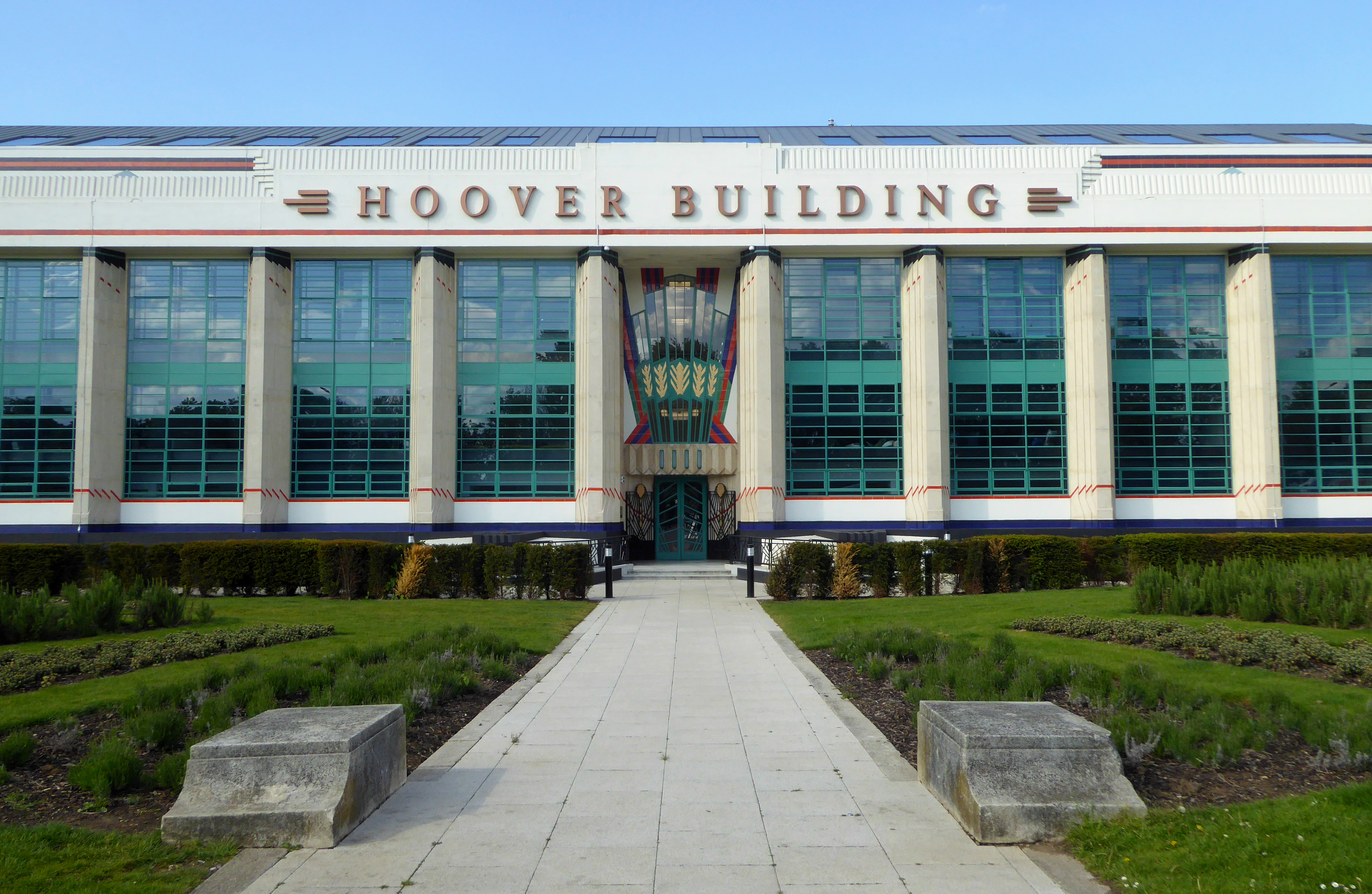
Das Hauptgebäude

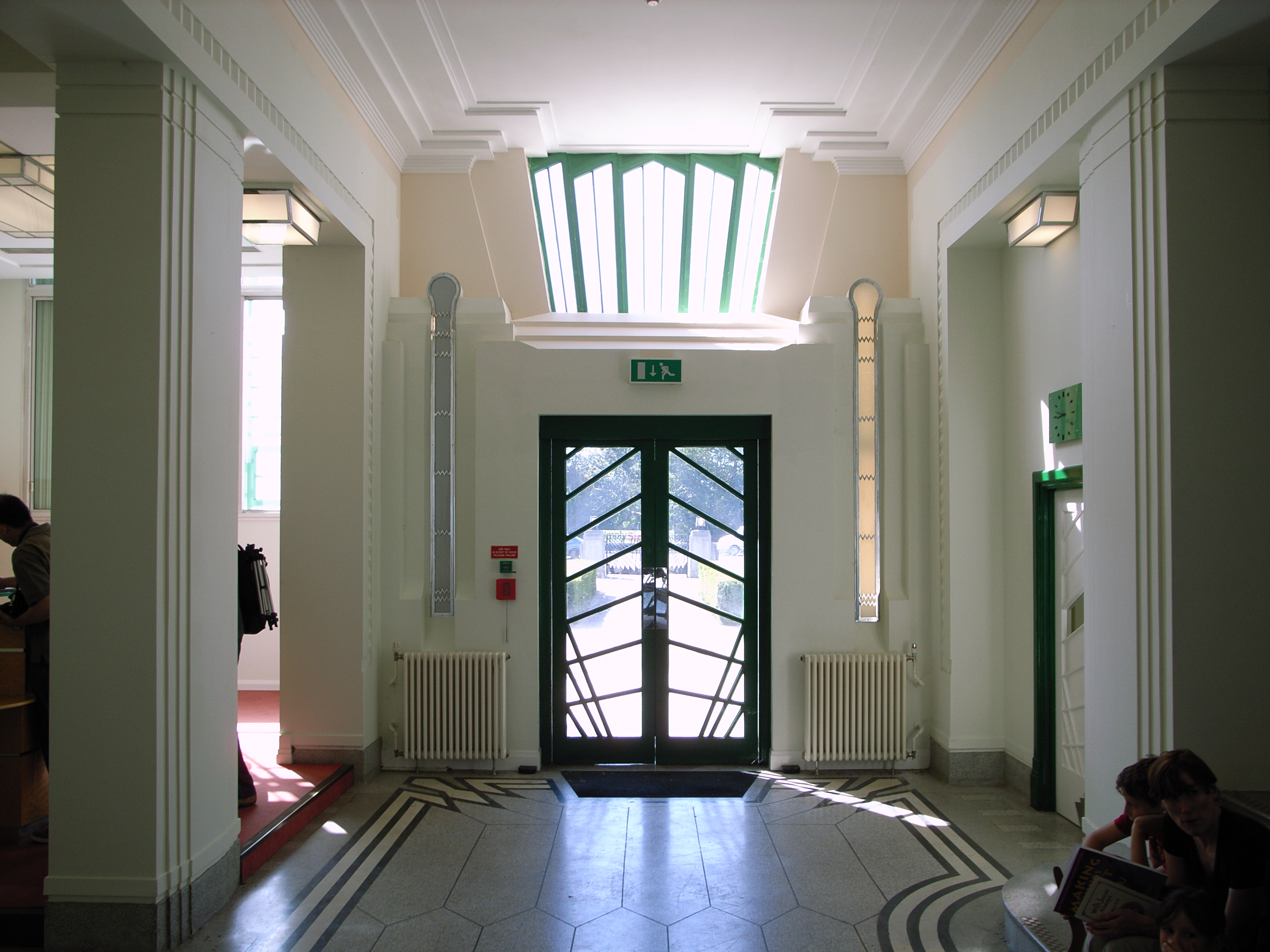
Der ursprüngliche Eingang zum Hauptgebäude

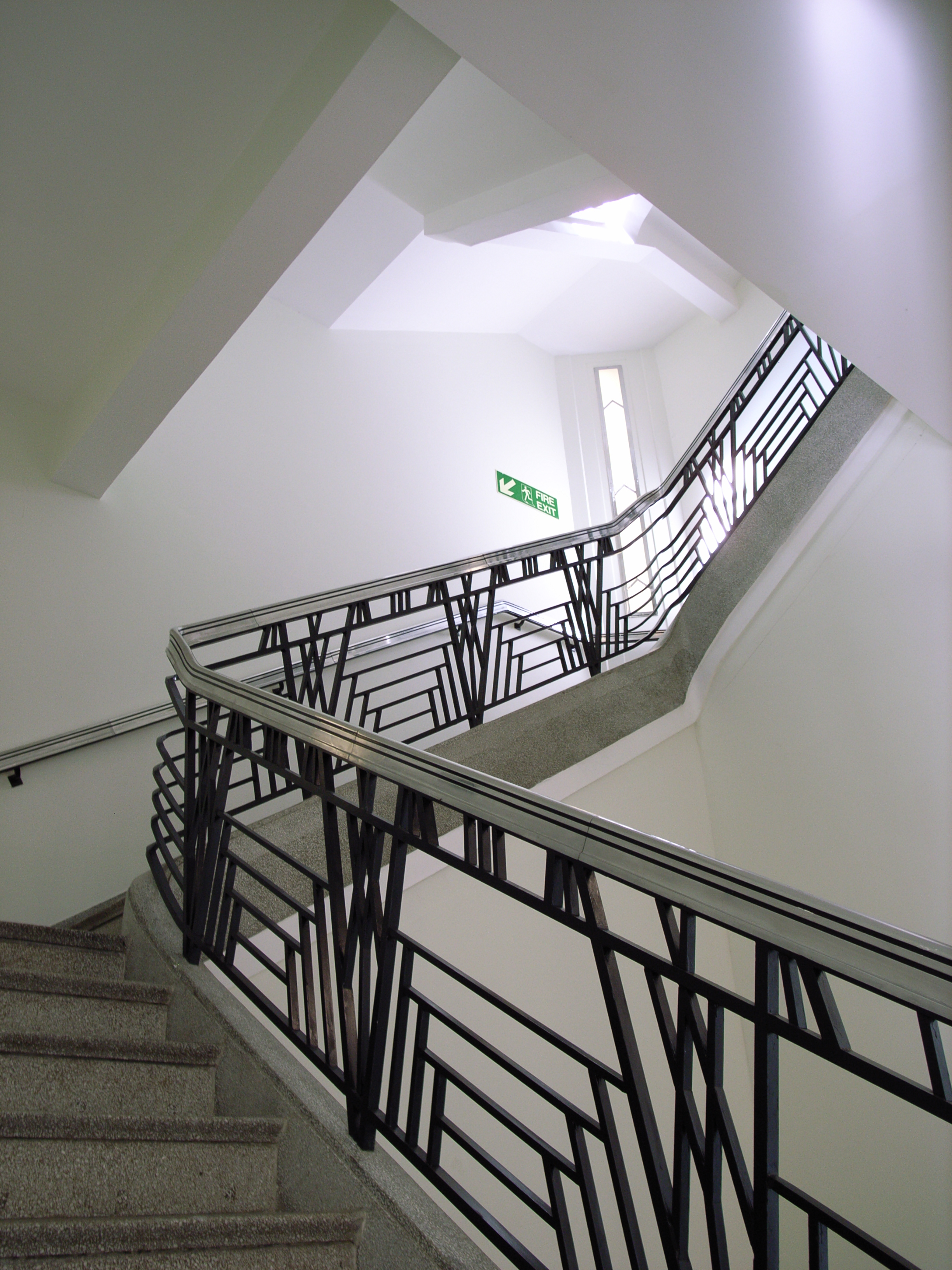
Das ursprüngliche Treppenhaus im Hauptgebäude

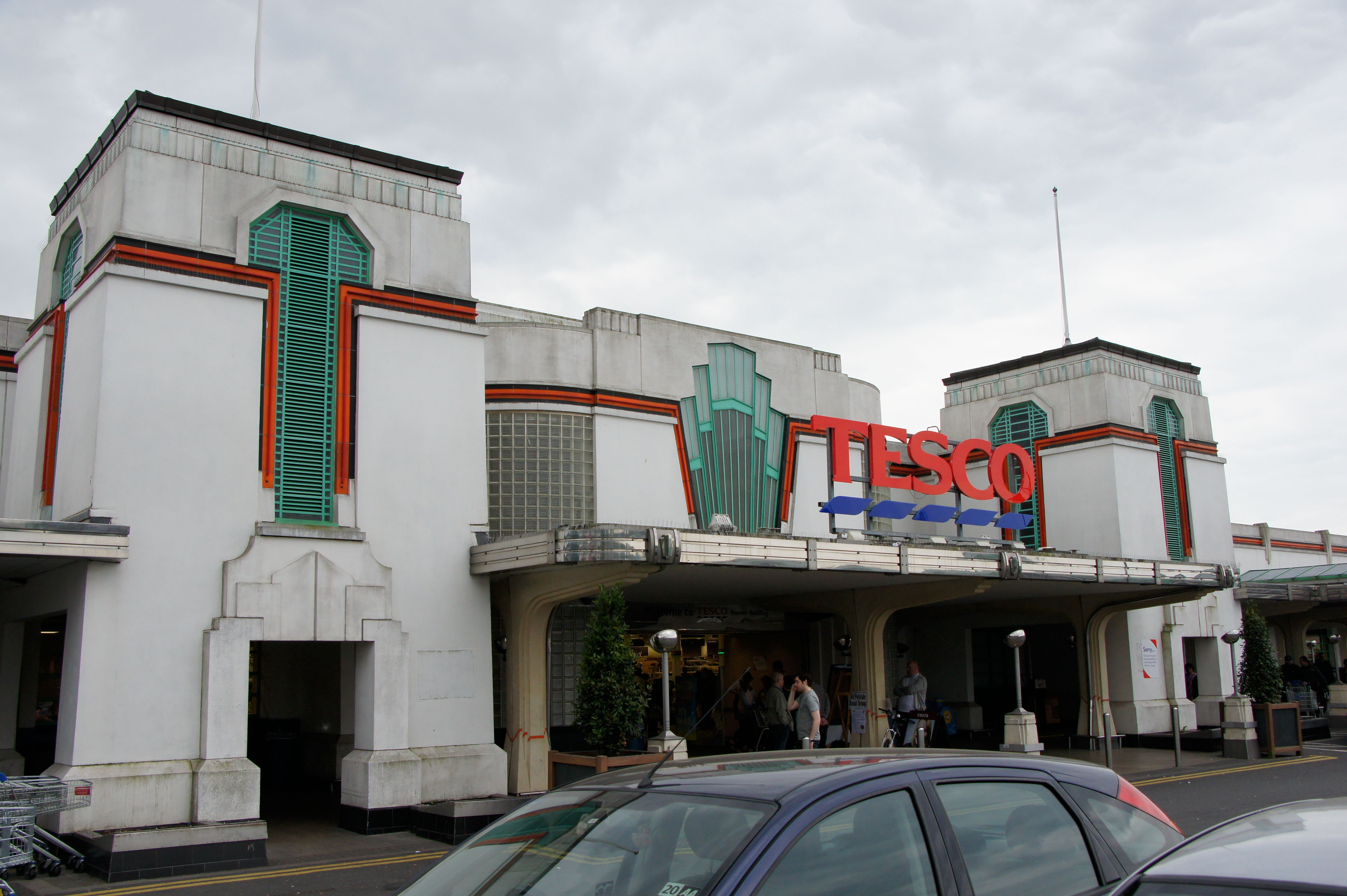
Heute ist ein Tesco-Supermarkt im Gebäude untergebracht

Nach Einstellung der Produktion 1982 kaufte die Supermarktkette Tesco 1989 das Hoover Building und 16 der siebzehn Häuser, die an das Hoover-Gelände grenzten. Die nördlichen Teile des Fabrikgeländes wurden abgerissen, um Platz für einen Supermarkt im hinteren Bereich zu machen, und das Hauptgebäude wurde mit dem Ziel saniert, Büroräume zu schaffen.
Nach mehreren Jahren des Leerstands erwarb IDM Properties 2015 das Hoover-Gebäude mit der Absicht, das Gebäude für Wohnzwecke umzunutzen. Die Arbeiten begannen 2017 und wurden 2018 von IDM Properties und Interrobang abgeschlossen.

## Gestaltung
Der ambitionierte Entwurf sah eine prächtige, palastartige Fassade mit riesigen Säulen und eingelassenen Erkerfenstern aus Glas vor. Ikonisch war vor allem die Gestaltung des zentralen Eingangs, der oben mit einem dramatischen, geometrischen Sonnenmuster verziert war, das sich unter dem riesigen Schriftzug „Hoover Limited“ befand.

## Sanierung
Bei der umfassenden Renovierung durch IDM Properties lag der Schwerpunkt auf der Erhaltung der historischen Bausubstanz und dem Einbau einer neuen Holzkonstruktion, um eine maximale Zahl von Wohneinheiten einbauen zu können.
Die Holzkonstruktion bildet ein Zwischengeschoss im Erdgeschoss mit doppelter Höhe und schafft so 14 Maisonetten mit raumhohen Stahlfenstern. Das ursprüngliche Treppenhaus führt zu 21 Wohnungen im ersten Stock und 31 im zweiten. Viele im zweiten Stock verfügen über private Terrassen mit Blick auf den Rasen. Die 12 Wohnungen im neuen dritten Stock wurden durch den Austausch des alten Daches aus Faserzement und Stahl mit Zinkprofilen mit Steckfalzpaneelen und großen Oberlichtern ermöglicht. Zwei Maisonetten beziehen die denkmalgeschützten Treppenhäuser in den beiden Türmen ein, die ihrerseits die Fassade rahmen.
Im Inneren wurden viele der ursprünglichen Art-Déco-Elemente renoviert. Die ursprüngliche Farbgebung des Gebäudes spiegelt sich in den neuen Korridoren im Art-Déco-Stil mit grünen Innenräumen und hohen Treppengeländern wider. Die Beleuchtungskörper, Treppenhäuser mit schmiedeeisernen Geländern und Terrazzoböden in der Lobby wurden alle restauriert.

## In der Populärkultur
1980 nahm Elvis Costello einen Song mit dem Titel „Hoover Factory“ auf, den er bereits 1977 bei Konzerten gespielt hat und der eine kurze Beschreibung des Gebäudes und seiner Lage im Großraum London enthielt. Der Song erschien erstmals 1980 auf der B-Seite von Costellos Single „Clubland“ und ist als „Extended Play“-Bonustrack auf CD-Neuauflagen seines Albums „Get Happy!!“ zu finden. Das Hoover Building diente auch als Drehort für zwei Episoden von Agatha Christie’s Poirot: „The Dream“ und „The King of Clubs“.

## Bibliographie
- Wendy Hitchmough: Hoover Factory: Wallis Gilbert and Partners (Architecture in Detail). Phaidon Press Ltd., London 1992, ISBN 978-0-7148-2763-6 (englisch).